# Tata Daewoo Commercial Vehicle

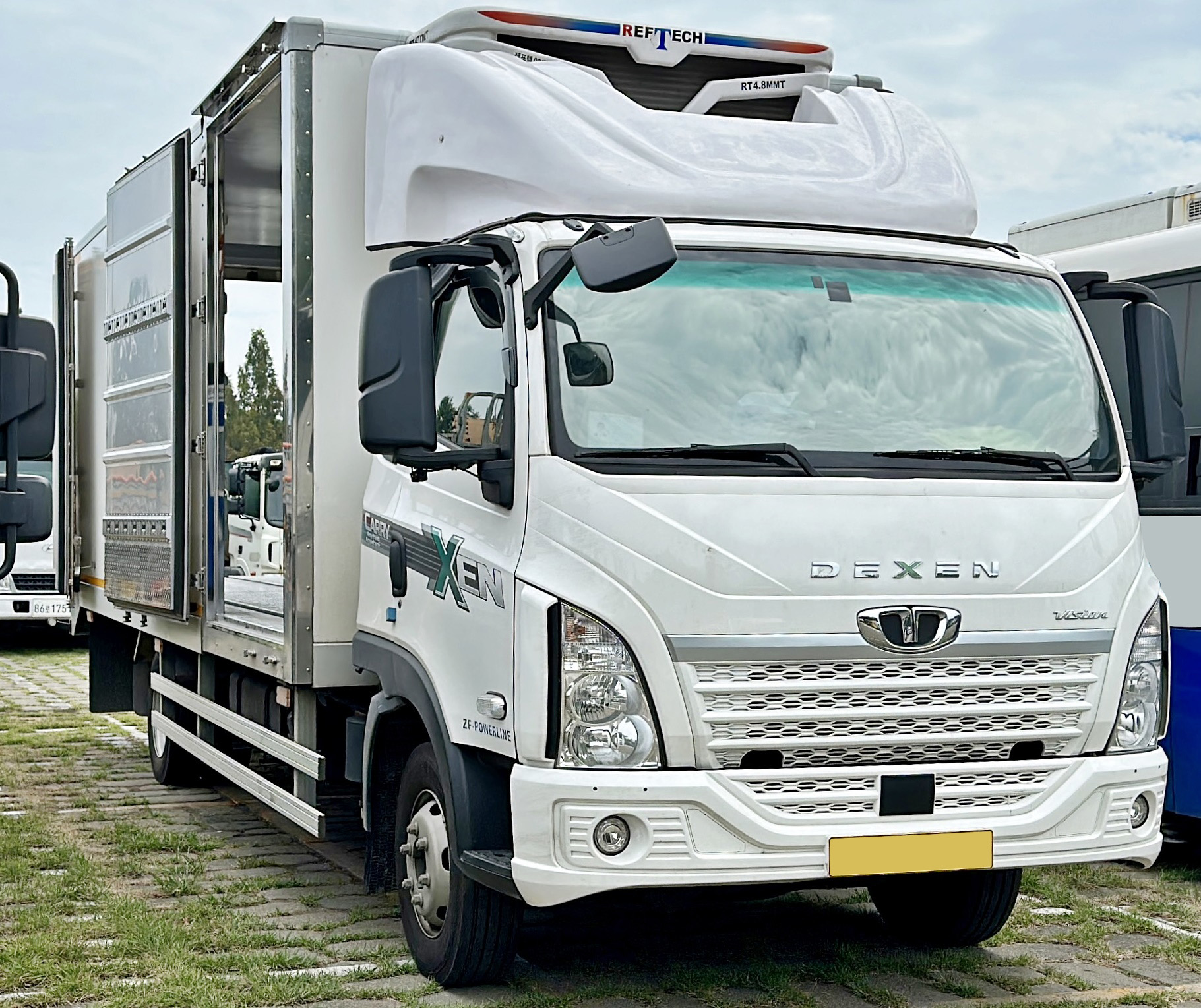
Tata Daewoo Dexen

Tata Daewoo Commercial Vehicle (타타대우상용차) is een autofabrikant uit Zuid-Korea. In 2003 werd de vrachtauto-divisie grotendeels verkocht aan Tata Motors, waarbij Daewoo Motor Company een minderheidsbelang van bijna 50% behield.
In een aantal landen werd daarop de merknaam Daewoo op vrachtauto's vervangen door Tata Daewoo's merk Tata Novus. Ook in India worden met ingang van 2005 alle bestaande Daewoo modellen verkocht als Tata.

## Geschiedenis vrachtauto personenautomodellen
- GMK/Chevrolet/Isuzu Truck (GM Korea Motor Company, 1971)
- SMC Truck (Saehan Motor Company, 1976)
- Elf (Saehan Motor Company, 1976)
- Daewoo Truck (Daewoo Motor Company, 1983)
- Elf New Model (Daewoo Motor Company, 1986)
- Daewoo Truck New Model (Daewoo Motor Company, 1986)
- Daewoo Truck Super New Model (Daewoo Motor Company, 1993)
- Daewoo Chasedae Truck (Daewoo Motor Company, 1995)
- Daewoo Novus Truck (Tata Daewoo, 2004)